# John Lauridsen
John Mikkelsen Lauridsen (Ribe, Dinamarca; 21 de abril de 1959) es un exjugador de fútbol danés. Jugó 27 partidos y marcó 3 goles con la selección danesa y representó a Dinamarca en la Eurocopa 1984. 
John Lauridsen empezó su carrera en el Esbjerg fB de Dinamarca en 1978. Lauridsen formó parte del equipo del Esbjerg que ganó en 1979 la Liga danesa, e hizo su debut con la selección de Dinamarca en 1981. A mitad de la temporada 1981 - 1982, se marchó al extranjero, para jugar en el RCD Espanyol de La Liga española. Allí consiguió llegar con el RCD Espanyol a la final de la UEFA Cup de 1988, pero perdieron ante el Bayer Leverkusen en la tanda de penaltis. Jugó seis temporadas en el RCD Espanyol, marcando 26 goles en 213 partidos de liga. Estando en este club formó parte del equipo danés en la Eurocopa 1984, donde jugó dos partidos y marcó un gol contra Yugoslavia.
En 1988 fue traspasado del RCD Espanyol al CD Málaga, donde jugó dos temporadas. Lauridsen regresó a Dinamarca en 1990 para jugar en el Esbjerg fB. Disputó 173 partidos y 35 goles con el Esbjerg, y se retiró de la práctica del fútbol en noviembre de 1992.

## Clubes
| Club         | País      | Año       |
| ------------ | --------- | --------- |
| Esbjerg fB   | Dinamarca | 1978-1982 |
| RCD Espanyol | España    | 1982-1988 |
| CD Málaga    | España    | 1988-1990 |
| Esbjerg fB   | Dinamarca | 1990-1992 |